# エレファントピン
エレファントピン（elephantopin）は、キク科エレファントプス属の植物Elephantopus elatusから抽出された天然物である。ゲルマクラノリド骨格を持つセスキテルペンラクトンであり、2つのラクトン環と1つのエポキシド基を含む。
エレファントピンは抗腫瘍活性を示す。